# Gina t
Gina T. (Джина Ти, полное имя Gina Tielman) — голландская поп-дива конца 80-х начала 90-х годов.

## Биография
Джина родилась 24 октября 1960 года в голландском городке Bussom и своей красотой обязана родителям, которые были выходцами из Индонезии. Их семья переехала в Голландию в 1956 году. Отец Джины Ponthon Tielmann был бас-гитаристом легендарной индо-рок группы «Tielmann-Brothers», в которой помимо него были три его брата и сестра, а мать Joyce Brandes — знаменитой индонезийской певицей. После рождения Джины в 1960 году её родители развелись, мать осталась в Нидерландах, где стала выступать с группой «The Swallows», а отец с детьми и остальными участниками «Tielmann-Brothers» переехал в Германию, но в 1964 году Ponthon вышел из состава «Tielmann-Brothers» и навсегда вернулся в Индонезию. С детства будучи окружённой музыкантами, Джина в 4 года уже пела и писала стихи, а в 8 лет стала участницей церковного ансамбля. В возрасте 13 лет Джина вместе со своими братьями и сёстрами создала свою первую группу «The Young Eights» («Восьмёрка молодых»). Затем она окончила музыкальную школу и была участницей группы «Golden Sound».
Профессиональная карьера Джины началась в 1982 году в составе трио «Rising Sun», которое записало два диско-сингла на лейбле Ariola: «Kumbaja»/«Rising Sun» и «Atlantis Town»/«Wotta Lotta Love». Продюсерами записей были Адам и Ева Шерер (настоящие имена Hartmut Schairer, 1946 г.рожд. и Eva Bartova, 1938 г.рожд.), участники популярного в Германии в 70-х годах дуэта «Adam & Eva». В середине 80-х Джина подрабатывала сессионной бэк-вокалисткой на различных германских лейблах. Настоящая известность пришла к Джине, когда Адам Шерер предложил ей записать сольный сингл в стиле синти-поп. По семейному договору, дети участников «Tielmann-Brothers» не должны были использовать фамилию Tielmann в своих творческих псевдонимах, поэтому она взяла себе имя «Gina t». Композиция «In my fantasy» (кавер песни Gaby Kaiser «Wer Zahlt Schon Die Tranen» 1986 года) вышла в августе 1989 года на лейбле Bellaphon и принесла Джине первый успех. В последующие годы Джина записала два альбома, в которые вошли такие её композиции как «Tokyo by night» (1990), «You really got me» (1991), «If you go, my love» (1991), «Birds of paradise» (1992), «One of us» (1992), «Sayonara» (1992), «Still in love» (1992), «The window of my heart» (1992), принесшие ей мировую популярность. В нескольких странах, в том числе в Австрии, Швейцарии, Германии, Австралии, а также в Азии — Индонезии, Корее, Вьетнаме, Японии, — альбомы Джины Ти получили золото, а некоторые её композиции стали крупными хитами танцплощадок. В 1998 году Джина и Адам поженились в американском штате Флорида, у них есть дочь Vanity.
Нужно сказать, что помимо вокального таланта Джина обладала незаурядным поэтическим даром. Она сама была автором лирики всех своих композиций, а также в 90-х годах под псевдонимом Gordon Namleit писала лирику для многих других артистов и групп, записывавшихся на лейбле Bellaphon, в том числе для Andy Borg, Claudia Jung, Heike Schafer, Nadine Norell, «La Paloma», Isabel Varell, «Tears of Joy», Tim Capri, Francesco Napoli, Gaby Baginsky, Maria Bonelli, Nana Sollai, Romina Valentin, Simone и «Die Kranken Schwestern». Один из братьев Джины — Nino Tielmann (1955 г.рожд., псевдоним Double T.) — также известный продюсер и участник многих европейских и азиатских проектов: в 80-х работал с Фрэнком Фарианом на лейбле Ariola, в его студии были записаны большинство треков дуэта «Milli Vanilli», в 90-х Nino был создателем проекта T’N'T PartyZone, затем одним из композиторов группы «Culture Beat» (альбомы Inside Out '1995 и Metamorphosis '1998), а также участником более двух десятков групп («Aboria», «African Brothers», «Atlantic waves», «Control One», «The Cross Possee», «Funtime Club», «Jack U Rebers», «L’Avenue», «N.R.G. Project», «Operation & Maintenance», «Overboust», «Pee Gee» и пр.). Написал множество композиций для теле и кино-индустрии, в том числе для сериала «Секс в большом городе».

## Дискография

### Альбомы
- 1991 — «You Really Got Me»
- 1992 — «The Window Of My Heart»
- 2011 — «Love Will Survive»

### Синглы
- 1989 — «In My Fantasy»
- 1990 — «Hey Angel»
- 1990 — «Tokyo By Night»
- 1991 — «You Really Got Me»
- 1991 — «Tonight’s So Cold»
- 1992 — «Birds Of Paradise»
- 1992 — «In The Garden Of Broken Dreams»
- 1993 — «Wo Bist Du»
- 1993 — «Baby Blue»
- 1995 — «Stop In The Name Of Love»
- 1999 — «I Don’t Like Rainy Days»
- 2005 — «U Got What You Want»
- 2008 — «It Is Summer (Summer Summertime)» (feat. Double-T)
- 2008 — «Te Quiero — I Love You»
- 2009 — «Money For My Honey»
- 2011 — «Little Butterfly»

### Сборники
- 1992 — «The Best — I Love To Love You»
- 1994 — «The Hit Collection» (2CD)
- 2005 — «The Very Best Of — In My Fantasy»